# Jüdische Gemeinde Pleisweiler
Die jüdische Gemeinde Pleisweiler in Pleisweiler bestand bis 1901. Nach ihrer Auflösung gehörten die jüdischen Einwohner zur jüdischen Gemeinde Bergzabern. Sie fiel in den Zuständigkeitsbereich des Bezirksrabbinat Landau.

## Geschichte
Bereits im 17. Jahrhundert haben Juden in Pleisweiler gelebt. Die genaue Zahl ist unbekannt. 1808 werden 51 Mitglieder urkundlich erwähnt. Napoleon Bonaparte hatte 1808 das Dekret 3589 erlassen, dass alle Bürger jüdischen Glaubens verpflichtete einen Familiennamen anzunehmen und diesen bei der Gemeinde eintragen zu lassen. 1825 erreichte die Mitgliederzahl mit 63 Mitgliedern ihren Höchststand. Zu diesem Zeitpunkt stellte die jüdische Gemeinde 9 Prozent der Bevölkerung von Pleisweiler. Ab diesem Zeitpunkt kam es zu einer Auswanderungswelle, unter anderem in die Vereinigten Staaten sowie zur Abwanderung in Folge der zunehmenden Industrialisierung in die Städte. Dies hatte zur Folge, dass die Mitgliederzahl der jüdischen Gemeinde stark zurückging. Bereits Mitte des 19. Jahrhunderts lebten nur noch 26 Mitglieder der jüdischen Gemeinschaft im Ort. 1924 wird nur noch eine Person jüdischen Glaubens im Ort genannt. Bis zu Auflösung der jüdischen Gemeinde 1901 gehörten die Mitglieder der Gemeinde offiziell zur jüdischen Gemeinde Klingenmünster. Ab 1901 gehörten die letzten am Ort lebenden Juden zur jüdischen Gemeinde Bergzabern. Die Gemeinde gehörte während ihres Bestehens zum Bezirksrabbinat Landau.

### Entwicklung der jüdischen Einwohnerzahl
| Jahr | Juden | Jüdische Familien | Bemerkung                                 |
| ---- | ----- | ----------------- | ----------------------------------------- |
| 1808 | 51    |                   | 9 Prozent der Bevölkerung von Pleisweiler |
| 1825 | 63    |                   | 8 Prozent der Bevölkerung von Pleisweiler |
| 1847 | 26    |                   |                                           |
| 1875 | 22    |                   |                                           |
| 1900 | 12    |                   |                                           |
| 1924 | 1     |                   |                                           |

Quelle: alemannia-judaica.de; jüdische-gemeinden.de

## Einrichtungen

### Synagoge
Die Synagoge wurde 1830 in der Schäfergasse 2 errichtet. Nach deren Aufgabe wurde das Gebäude verkauft und zu einem noch heute genutzten Wohnhaus umgebaut.

### Mikwe
Ob eine Mikwe im Ort vorhanden war, ist nach Quellenlage nicht belegbar aber zu vermuten.

### Friedhof
Über einen eigenen Friedhof verfügte die Gemeinde nicht. Bis Ende des 17. Jahrhunderts wurde der  jüdische Friedhof in Annweiler und ab dann der jüdische Friedhof in Ingenheim für Bestattungen genutzt.

### Schule
Die jüdische Gemeinde unterhielt zeitweise eine jüdische Religionsschule. Der Standort der genutzten Räumlichkeiten ist nicht bekannt.

## Opfer des Holocaust
Das Gedenkbuch – Opfer der Verfolgung der Juden unter der nationalsozialistischen Gewaltherrschaft 1933–1945 und die Zentrale Datenbank der Namen der Holocaustopfer von Yad Vashem führen nur ein Mitglied der jüdischen Gemeinde Pleisweiler auf, das während der Zeit des Nationalsozialismus ermordet wurde. Es handelt sich dabei um die 1885 in Pleisweiler geborene Lina Frank (Datensatz Yad Vashem Nr. 3175160 und Nr. 11498489). Sie wurde am 22. Oktober 1940 im Zuge der sogenannten Wagner-Bürckel-Aktion von Bergzabern in das französische Internierungslager Gurs deportiert. Am 14. August 1942 erfolgte die Deportation vom Sammellager Drancy (Transport 19 / Zug 901-14) in das Konzentrationslager Auschwitz, wo sie ermordet wurde.